# 斯托克韋爾站
斯托克韋爾站（英語：Stockwell station）是一座位於英國大倫敦蘭貝斯區斯托克韋爾的倫敦地鐵車站。它位於北線的橢圓球場站與克拉珀姆北站之間、以及維多利亞線的沃克斯豪尔站與布里克斯頓站之間。該站屬倫敦第2收費區。

## 歷史
斯托克韋爾車站是倫敦首條深層地鐵──城市與南倫敦鐵路（C&SLR）的南端總站，在1890年11月4日由時任威爾斯親王（後來的愛德華七世）主持開幕。正式的客運服務在大約一個月後（1890年12月18日）開始。最初該站只有一個島式月台，而容納列車的鐵軌在兩旁。這個設計與現時位於該站以南的克拉珀姆北站及克拉珀姆公共地站相似。這個舊月台比現時的車站偏北一些。當時鐵路的北面總站在倫敦市內的威廉王街地下。1900年，C&SLR向南延伸至克拉珀姆公共地站，斯托克韋爾站不再是總站。與此同時，斯托克韋爾站月台南側增設了一組樓梯，分流乘客。
斯托克韋爾站原有的站房由T.P.費吉斯設計，與現時肯寧頓站的站房相像，但斯托克韋爾站的舊站房比較大。站內有兩部升降機，每部可載50人。到了1920年代，扶手電梯取代了升降機；而在1923至1924年間，為配合鐵路延伸至莫登的工程，斯托克韋爾站被翻新。其站房獲原地重建，但月台則被一分為二（南、北行隧道各設一個月台），並南移至現時的位置。
斯托克韋爾站的維多利亞線月台於1971年7月23日啟用。這兩個新月台分別位於北線月台的兩旁，使乘客能夠跨月台轉乘兩線的列車。與此同時，在1920年代重建過的站房再次被重建。

### 深層防空洞
斯托克韋爾站是八座在二戰期間獲加建深層防空洞的倫敦地鐵車站之一。防空洞位於現時的車站下方，包括兩條長度約為車站月台六倍、直徑16呎6吋（比車站月台隧道寬闊）、並分為上下兩層的平行隧道。除了用作容納民眾的主隧道外，兩條隧道之間亦有多條聯絡或分支隧道，作為醫療站、公廁及通風之用。兩條隧道合共可容納16,000人。它們除了與地鐵站相連外，亦在南蘭貝斯路以及斯塔德利路兩處設有通往地面的樓梯供使用者出入。
隧道於1942年9月啟用，最初只有政府人員獲准出入，至1944年向公眾開放，直至一年後戰爭結束為止。戰後，該隧道一度被用作兵營，現時則被用作儲存機密檔案。

### 分支隧道及鐵路車廠

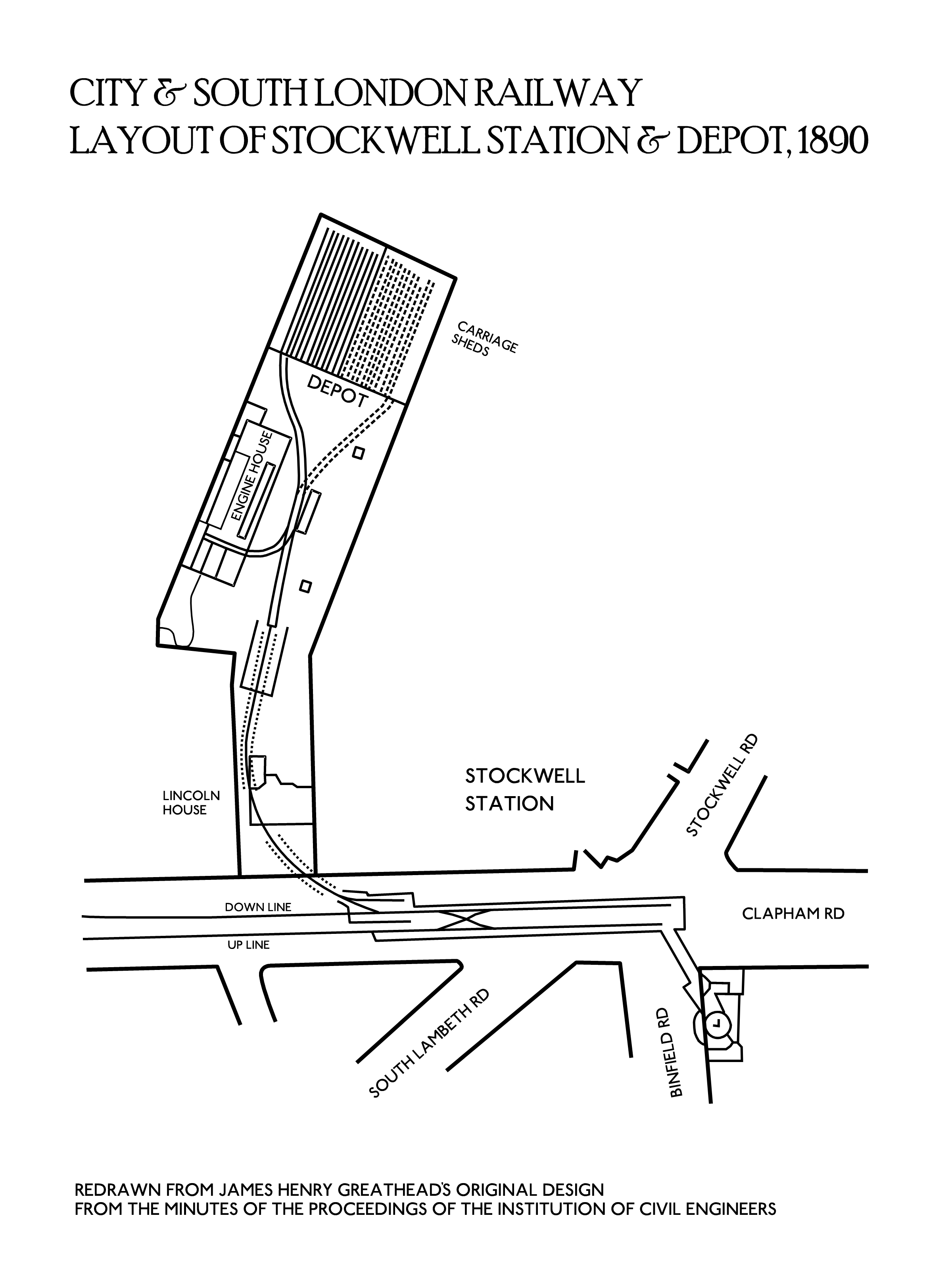
斯托克韋爾車站及車廠原貌

在車站北側有一條支線隧道，通往一座小型發電站（1915年）和一座車輛維修廠。該設施位於斯托克韋爾路與克拉珀姆路交界。支線隧道斜度達到1比3.5（即每前進3.5米，路面升高1米），因此列車需以纜索輔助拉上地面。1907年，鐵路公司在該隧道興建一座升降機，每次可搬運一節機車或車廂。
1920年代，C&SLR全線關閉以進行改建工程。斯托克韋爾機廠被用作暫存廢料、器材，以及隧道工地出入口。至1924年年底，機廠及升降機終被關閉，斜道及升降機槽被回填。其後倫敦郡議會在機廠原址建造數幢住宅大廈，至今尚存。另外，舊機廠的其中一面護土牆亦獲保留至今。

## 現今概況

### 車站設施
本站設有售票大堂，三條扶手電梯、七道收費閘、十三個收費電話、無線上網服務、九部自動售賣機，以及一個自助快相亭。其中售票大堂上裝有一塊電子車次顯示板。
由於倫敦交通局改變投放開支的政策，本站的售票處於2015年年初關閉。
英國交通警察在斯托克韋爾站設有分局，負責維持整條北線的治安。

### 服務概況與接駁交通
- 北線列車列車由早上05:32至午夜00:50之間停靠此站，平均每4至6分鐘一班。[13][14]
- 維多利亞線列車由早上05:28至午夜00:47之間停靠此站，平均每3至5分鐘一班。[15][16]

- 有十條倫敦巴士路線途經此站，包括2路、50路、88路、155路、196路、333路、345路、P5路、N2路及N155路。其中N2路及N155路分別是2路及155路的通宵班次，而88路及345路則全日24小時提供服務。[17]

## 瓊·查爾斯·德梅內塞斯被槍殺事件

位於斯托克韋爾站、紀念瓊·查爾斯·德梅內塞斯的馬賽克板畫

2005年7月22日，巴西裔電工瓊·查爾斯·德梅內塞斯在斯托克韋爾站被便衣警員開槍擊斃。此事距離倫敦七七爆炸案僅十五天，而此前英國警方亦瓦解了一宗計劃在7月21日發動的襲擊。然而，後來的調查發現，警方認人過程有誤，德梅內塞斯與兩宗襲擊毫無關聯。
在得知德梅內塞斯為無辜之後，民眾在斯托克韋爾站內設立一個靈位。2010年1月7日，一幅由當地藝術家聯同德梅內塞斯的表親製作、用以永久紀念德梅內塞斯的馬賽克板畫完工開幕。

## 外部連結
倫敦運輸博物館藏品：
- 啟用時的站房，1890年
- 第二代站房，1924年
- 配合維多利亞線而改建的新站房，1974年